# Перси, Элизабет, герцогиня Нортумберленд (1716—1776)
Элизабет Перси (англ. Elizabeth Percy), урождённая Элизабет Сеймур (англ. Elizabeth Seymour; 26 ноября 1716 — 5 декабря 1776) — британская аристократка, 2-я баронесса Перси в своём праве с 1750 года, дочь Элджернона Сеймура, 7-го герцога Сомерсета, и Френсис Тинн. Поскольку её единственный брат умер ещё при жизни отца и деда, она стала наследницей богатых поместий рода Перси, что вызвало недовольство её деда — Чарльза Сеймура, 6-го герцога Сомерсета. Однако его попытки сделать единственным наследником сына своей старшей дочери, Чарльза Уиндема, успехом не увенчались. В результате после смерти отца в 1750 году Элизабет вместе с мужем, Генри Смитсоном по условиям заключённого с Уиндемом соглашения унаследовала половину поместий Перси, включая замок Алник и лондонские резиденции Сайон-хаус и Нортумберленд-хаус. Кроме того, её муж по особому последующему имущественному праву унаследовал титулы графа Нортумберленда и барона Уоркворта. В том же году Генри Смитсон по парламентскому акту сменил фамилию на «Перси».
В 1761 году Элизабет стала фрейлиной Шарлотты Мекленбург-Стрелицкой, жены короля Георга III, занимая её до 1770 года. Поскольку муж Элизабет был тесно связан с лордом Бьютом, в период, когда тот занимал пост премьер министра, граф и графиня Нортумберленды играли важную роль в британской политике. В 1766 году Хью Перси получил титул герцога Нортумберленда. В 1770 году Элизабет, потерявшая благосклонность королевы, покинула королевский двор, но продолжала играть определённую роль в британской политике. Кроме того, герцогиня Нортумберленд в этот период много путешествовала по Британским островам и Европе. Хорас Уолпол называл её «настоящей Жанной [д’Арк] по духу, стилю и манерам» за её выступление на всеобщих выборах в Вестминстере, во время которого она добивалась переизбрания в парламент своего сына, графа Перси, который в это время находился в Америке. В то же время он считал её склонной к показушничеству, вульгарной и склонной к излишествам патрицианской гордыни, поскольку она содержала больше лакеев, чем сама королева.
В период с 1752 и до самой смерти Элизабет вела личный дневник, из которого в настоящее время опубликованы только значительные выдержки. В нём она в основном рассказывает об общественно-политических событиях и путешествиях, а не о личных переживаниях.

## Происхождение
Элизабет происходила из английского аристократического рода Сеймуров, возвышение которого началось в начале XVI века, когда сэр Джон Сеймур (умер в 1536) был заметной фигурой во время правления королей Генриха VII и Генриха VIII; одна из его дочерей, Джейн Сеймур, стала третьей супругой короля Генриха VIII, родив ему долгожданного наследника, ставшего после смерти отца королём под именем Эдуарда VI. Двое сыновей, Эдуард и Томас Сеймуры, были видными государственными деятелями при английском дворе.
Эдуард Сеймур после вступления на престол в 1547 году несовершеннолетнего племянника Эдуарда VI стал лордом-протектором королевства и получил титул герцога Сомерсета, обладая почти королевской властью, однако недовольство его политикой привело к отстранению от власти в 1549 году. В 1552 году он был казнён. Хотя владения и титулы Эдуарда Сеймура были конфискованы, позже часть владений и титул герцога Сомерсета были возвращены его наследникам.
Дед Элизабет, Чарльз Сеймур, 6-й герцог Сомерсет (13 августа 1662 — 2 декабря 1748), известный под прозвищем «Гордый герцог» из-за чрезмерной гордости, в 1682 году женился на Элизабет Перси, леди Огл, дочери и наследницы Джоселина Перси, 11-го графа Нортумберленда, вдове Томаса Тинна. Она была одной из богатейших наследниц в Англии, этот брак принёс Чарльзу контроль над богатыми поместьями рода Перси. В том числе ему достались замок Алник, Петуорт (Сассекс) и две резиденции в Лондоне — Сайон-хаус и Нортумберленд-хаус. В 1710-е годы ежегодный доход от владений герцога составлял 20—30 тысяч фунтов. После свадьбы он стал получать разные почести и должности. Особенно видное положение герцогская чета занимала во время правления королевы Анны. В этом браке родилось минимум 4 сыновей и 3 дочерей. Старший, Чарльз, именовавшийся после рождения «граф Хартфорд», умер через год после рождения, поэтому наследником владений и титулов матери и отца был второй сын Элджернон Сеймур. При жизни отца он носил титул учтивости «граф Хартфорд», а в 1722 году ему был присвоен титул барона Перси, поскольку лорды ошибочно полагали, что его носила его мать. Ещё двое сыновей, Перси и Чарльз умерли неженатыми раньше матери.
Не позже 1 марта 1715 года Элджернон Сеймур женился на Френсис Тинн, дочери и сонаследнице Генри Тинна, сына Томаса Тинна, 1-го виконта Уэймута. В этом браке родилось двое детей: сын Джон и дочь Элизабет.

## Биография
Элизабет родилась 26 ноября 1716 года. Её единственный брат Джон Сеймур (11 сентября 1725 — 11 сентября 1744), носивший титул учтивости «виконт Бошан», умер в Болонье от оспы. Женат он не был, в результате чего единственной наследницей оказалась Элизабет.
К этому моменту Элизабет была замужем за Хью Смитсона, 4-го баронета. Они познакомились в 1739 году и несмотря на противодействие герцога Сомерсета 16 июля 1740 года заключили брак.
В качестве наследницы Элизабет и её муж совершенно не устраивали герцога Сомерсета. В том же 1744 году, когда умер виконт Бошан, дед Элизабет обратился к королю Георгу II с просьбой создать для него титул графа Нортумберленда с особым последующим имущественным правом, по которому он должен был после смерти герцога перейти к его внуку Чарльзу Уиндему, старшему сыну его дочери Элизабет, лишив, таким образом, наследства внучку. Однако Хью Смитсон добился аудиенции у короля и от имени тестя, графа Хартфорда, выразил протест. В итоге после смерти «Гордого герцога» в 1748 году ему удалось убедить создать для нового герцога Сомерсета титул графа Нортумберленда с правом наследования дочерью и зятем. А для того, чтобы Уиндемы согласились с таким решением, Элджернону был присвоен ещё и титул графа Эгремонта с правом наследования Чарльзом Уиндемом.
7 февраля 1750 года умер отец Элизабет, после чего по заключённому ранее соглашению владения и титулы были разделены между несколькими семьями. Титулы графа Нортумберленда и барона Уоркворт с половиной владений Перси, включая замок Алник и лондонские резиденции Сайон-хаус и Нортумберленд-хаус получил Хью Смитсон, которому специальным парламентским актом была присвоена фамилия Перси; Элизабет дополнительно унаследовала титул баронессы Перси в собственном праве. Вторая половина владений Перси, в основном располагавшихся в Сассексе (с центром в Петуорт-хаусе) и землях Перси в Кокермуте в Камберленде, получил вместе с титулами графа Эгремонта и барона Кокермута Чарльз Уиндем. Титул же герцога Сомерсета унаследовал его дальний родственник.
Получив наследство, граф и графиня начали благоустраивать свои поместья и большие резиденции: замок Алник, Сайон-хаус и Нортумберленд-хаус. Развлечения Елизаветы в Нортумберленд-Хаусе, на которых выступали лучшие музыканты, пользовались успехом, и она покровительствовала ведущим художникам, краснодеревщикам и ремесленникам.
Муж был тесно связан с лордом Бьютом, дочь которого в 1764 году вышла замуж за их старшего сына и наследника Хью Перси. Пока Бьют находился у власти, граф и графиня Нортумберленды играли важную роль в британской политике. Шотландский писатель Джеймс Босуэлл очень гордился тем, что его приглашали на избранные пятничные встречи графини. Влияние Элизабет в качестве политика и посредника подтверждается тем, что он обращался к ней в 1762 году с просьбой помочь ему получить комиссию в гвардии. Однако, хотя он часто напоминал ей об этом, она либо не желала помочь, либо была неспособной это сделать. В 1763 году граф был назначен лордом-лейтенантом Ирландии, где супруги устраивали роскошные развлечения и пользовались популярностью, но в 1765 году он добровольно оставил этот пост по соображениям политической целесообразности. За многочисленные заслуги перед короной он в 1766 году получил титул герцога Нортумберленда.
В 1768—1770 годах герцог и герцогиня играли заметную роль в выборах в Мидлсексе, пытаясь защитить свое влияние в графстве перед лицом радикализма сторонников Джона Уилкса. Угроза распространилась и на Вестминстер, где под угрозой оказалось положение их сына Хью, графа Перси, избиравшегося от этого округа в парламент.
В 1761 году Элизабет стала фрейлиной королевы Шарлотты Мекленбург-Стрелицкой и оставалась её другом, пока не потеряла благосклонность. Хорас Уолпол считал герцогиню Нортумберленд склонной к показушничеству, вульгарной и склонной к излишествам патрицианской гордыни, поскольку она содержала больше лакеев, чем сама королева. Сама Элизабет в личном дневнике оставила 4 февраля 1770 года следующую запись: 

Я давно хотела покинуть двор, где я обнаружила, что у меня больше нет той степени благосклонности, которой я пользовалась раньше, и моё здоровье не так хорошо, как в молодости, а также из-за роли, которую мой лорд играет в политике, делая её гораздо более подходящей для меня, чтобы больше не быть зависимой — состояние, которое я всегда ненавидела. Оригинальный текст (англ.)long determin'd to quit the Court where I found I had no longer the Degree of favour I had before enjoy'd and my health being not so good as when I was younger and also the part my Lord had taken in Politics making it much eligible for me to be no longer a dependant, a State I ever detested.— Diaries of a Duchess. — P. 97.
После того как Элизабет покинула королевский двор, она продолжала играть определённую роль в британской политике. В то же время герцогиня Нортумберленд в этот период много путешествовала: по Британским островам, Франции, Фландрии, Голландии, Германии и Швейцарии. В её дневнике указывается, что во время этих поездок у неё бывали приступы подагры подагры, а также произошло несколько несчастных случаев, но она старалась не обращать на это внимание. В Швейцарии герцогиня навестила Вольтера, во Франции побывала у короля Людовика XVI в Версале.

## Оценки современников
Хорас Уолпол называл её «настоящей Жанной [д’Арк] по духу, стилю и манерам» за её выступление на всеобщих выборах в Вестминстере, во время которого она добивалась переизбрания в парламент своего сына, графа Перси, который в это время находился в Америке. Впечатлён он был и тем, как Элизабет «сидела у окна в Ковент-Гардене и обращалась к толпе, говоря: „Приветствую тебя, приятель, рада встрече“». При этом Уолпол считал её противоречивой фигурой: аристократичной, но вульгарной, готовой общаться с людьми всех сортов и сословий, но страстно любящей помпезность и шоу. Ещё один писатель, Луи Дютан, который очень хорошо знал герцогиню лично, указывал, что у той «доброе и сострадательное сердце». Кроме того, он писал, что Элизабет была сильно привязана к своим друзьям.
В 1778 году Джеймс Босуэлл, с которым герцогиня переписывалась, похвалил её как «леди не только высокого душевного достоинства, присущего её благородной крови, но и отличающуюся прекрасным пониманием и живыми талантами».

## Дневник
В период с 1752 и до самой смерти Элизабет вела личный дневник, из которого в настоящее время опубликованы только значительные выдержки. В нём она в основном рассказывает об общественно-политических событиях и путешествиях, а не о личных переживаниях. В записи от 2 ноября 1769 года герцогиня указывает основную цель дневника:

в этих анекдотах [разбросать] здесь и там формы, обычаи, правила и т. д. двора, чтобы показать их изменения в разные периоды, а также нравы времени.
Оригинальный текст (англ.)throughout these Anecdotes [to] scatter here & there forms, customs, rules &c of the Court to shew their variations at different periods & likewise the manners of the Times
— Diaries of a Duchess. — P. 95.
Дневник показывает личность Элизабет, очарованную не только помпезностью и показухой. Она подробно описывает не только церемонии, наряды, драгоценности, но и различные бедствия вроде взрывов, истерии толпы и беспорядков, а также романтические побеги с представителями низшего общества. Ей нравилось рисовать сцены из сельской жизни. Кроме того, Элизабет любила играть с фразами. Например, описывая голландский театр, она указала, что там «все мужчины стоят в партере, где нет ни женщин, ни скамеек». Рассказывая о том, как она отправилась «в Виндзор к доктору Биддлу», она написала, что «он и его племянница были так назойливы, что утомили моё сердце».
В опубликованных выдержках из дневника отсутствуют части, подробно рассказывающие о поездках по загородным домам с бесценными описаниями внутреннего убранства, мебели и архитектуры. Полные дневники герцогини находятся в родовом замке Алник. Там же сохранился и опросник, который она составила в 1769 году, содержащий более 150 вопросов о том, что стоит посмотреть во время визитов, а также несколько тетрадей с описанием разных церемоний с древнейших времён.
В 1775 году был опубликован, хотя и анонимно, её дневник путешествий по Голландской республике под названием «Короткое путешествие, совершенное в год тысяча семьсот семьдесят первый». Современные исследователи не исключают, что эта публикация без указания имени Элизабет и издателя произошла без её одобрения. Отрывки из других дневников были опубликованы в 1936 году.

## Смерть
Элизабет умерла 5 декабря 1776 года в лондонской резиденции Нортумберленд-хаус. Незадолго до этого ей исполнилось 60 лет. Похороны герцогини состоялись 18 декабря в Нортумберлендском склепе в Вестминстерском аббатстве.
Надгробье из белого мрамора было спроектировано Робертом Адамом и выполнено скульптором Николасом Ридом. Он состоит из цоколя, из которого поднимаются два пьедестала, возвышающиеся над фигурами Веры, держащей крест, и Надежды с якорем, с широкой круглой аркой между ними, заключающей табличку и поддерживающей саркофаг. На ней изображена герцогиня, сидящая на кушетке и раздающая милостыню бедным. Под ним — её девиз «Esperance en Dieu». На заднем плане изображена высокая пирамида, увенчанная пылающей урной и украшенная геральдическим кругом, увенчанным короной. На цоколях постаментов — маленькие лев и единорог, а также перевернутые факелы, полумесяцы и фестоны.
Надпись на надгробье гласит:

Рядом с этим местом покоится Элизабет Перси, герцогиня Нортумберлендская, по своему праву баронесса Перси, Люси, Пойнингс, Фиц-Пейн, Брайан и Латимер, единственная наследница Элджернона, герцога Сомерсета, и древних графов Нортумберлендских. Она унаследовала все их великие и благородные качества, а также все приятные и благожелательные добродетели. От брака с Хью, герцогом Нортумберлендским, у неё родились Хью, граф Перси, леди Ф. Элиз. Перси, которая умерла в 1761 году, лорд Элджернон Перси. Прожив долгую жизнь, будучи украшением дворов, честью своей страны и отцом великих, защитницей бедных, всегда отличавшаяся самой нежной привязанностью к своей семье и друзьям, она умерла 5 декабря 1776 года в возрасте шестидесяти лет, всеми любимая, почитаемая, оплакиваемая. Герцог Нортумберлендский, безутешный от потери лучшей из жен, воздвиг этот монумент в память о ней.
Оригинальный текст (англ.)Near this place lies interred Elizabeth Percy, Duchess of Northumberland, in her own right Baroness Percy, Lucy, Poynings, Fitz Payne, Bryan & Latimer, sole heiress of Algernon, Duke of Somerset & of the ancient Earls of Northumberland. She inherited all their great & noble qualities, with every amiable & benevolent virtue. By her marriage with Hugh, duke of Northumberland, she had issue Hugh, Earl Percy, Lady F.Eliz. Percy, whose died in 1761, Lord Algernon Percy. Having lived long, an ornament of courts, an honour to her country, & patern to the great, a protectress of the poor, ever distinguished for the most tender affection for her family & friends, she died December 5th 1776 aged sixty, universally beloved, revered, lamented. The Duke of Northumberland, inconsolable for the loss of the best of wives, hath erected this monument to her beloved memory.

В лондонской Национальной портретной галерее хранятся несколько меццо-тинто, основанных на портрете герцогини, сделанном сэром Джошуа Рейнольдсом. Сохранился также акварельный портрет Элизабет, написанный Ричардом Гибсоном, который хранится в музее Фицуильяма в Кембридже.

## Брак и дети
Муж: с 16 июля 1740 года Хью Смитсон (1712 — 6 июня 1786), 4-й баронет Смитсон с 1733 года, шериф Йоркшира в 1738 году, член парламента от Мидлсекса в 1740—1750 годах, 2-й граф Нортумберленд и 2-й граф Уоркворт с 1750 года, 1-й герцог Нортумберленд и 1-й граф Перси с 1766 года. В 1750 году принял фамилию Перси. Дети:
- Хью Перси (14 августа 1742 — 10 июля 1817), 3-й барон Перси с 1776 года, 2-й герцог Нортумберленд, 2-й граф Перси и 5-й баронет Смитсон с 1786 года, член парламента от Вестминстера в 1763—1776 годах, британский генерал-лейтенант с 1777 года.
- Элджернон Перси (21 января 1750 — 21 октября 1830), 2-й барон Ловейн с 1786 года, 1-й граф Беверли с 1790 года.
- Элизабет Перси (умерла в 1761)[15].